# Franz Großmann
Franz Großmann (ur. 25 lutego 1783 w Robawach, zm. 5 maja 1852) – niemiecki duchowny rzymskokatolicki, biskup pomocniczy warmiński.

## Życiorys
Urodził się na Warmii. 16 marca 1803 otrzymał święcenia prezbiteriatu i został kapłanem diecezji warmińskiej.
17 czerwca 1844 papież Grzegorz XVI prekonizował go biskupem pomocniczym warmińskim oraz biskupem in partibus infidelium amyzońskim. 29 września 1844 przyjął sakrę biskupią z rąk biskupa warmińskiego Josepha Ambrosiusa Geritza. Przy sakrze asystował ks. Antoni Frenzel.